# دردسرهای مارتا جین
دردسرهای مارتا جین (به فرانسوی: Calamity, une enfance de Martha Jane Cannary؛ به معنی کالامیتی، کودکی مارتا جین کانری) یک فیلم انیمیشن وسترن فرانسوی-دانمارکی محصول ۲۰۲۰ به کارگردانی رمی شایه است. این فیلم بر اساس زندگی مرزنشین آمریکایی کالامیتی جین ساخته شده است.
وقایع فیلم در سال ۱۸۶۳ می‌گذرد. این فیلم نشان‌دهندهٔ مهاجرت جین از مسیر اورگن و تلاش‌های او برای اثبات توانایی‌اش برای زنده ماندن در غرب وحشی است.

## تقدیرات و جوایز
| فهرست جوایز و نامزدها                  | فهرست جوایز و نامزدها | فهرست جوایز و نامزدها     | فهرست جوایز و نامزدها     | فهرست جوایز و نامزدها | فهرست جوایز و نامزدها |
| جایزه                                  | تاریخ                 | دسته‌بندی                  | گیرندگان                  | نتیجه                 | منبع                  |
| -------------------------------------- | --------------------- | ------------------------- | ------------------------- | --------------------- | --------------------- |
| جشنواره بین‌المللی فیلم انیمیشن انسی    | ۲۰ ژوئن ۲۰۲۰          | کریستال برای یک فیلم بلند | رمی شایه                  | برنده                 | [ ۱ ]                 |
| جشنواره بین‌المللی فیلم پویانمایی بوچون | ۲۷ اکتبر ۲۰۲۰         | جایزه هیئت داوران         | هانری موگالون کلر لا کامب | برنده                 | [ ۲ ]                 |
| جشنواره بین‌المللی فیلم پویانمایی بوچون | ۲۷ اکتبر ۲۰۲۰         | جایزه موسیقی کوکامیکس     | فلورانسیا دی کونچیلیو     | برنده                 | [ ۲ ]                 |
| سینکید                                 | ۱۶ اکتبر ۲۰۲۰         | بهترین فیلم کودک          | هانری موگالون کلر لا کامب | برنده                 | [ ۳ ]                 |
| جوایز فیلم اروپا                       | ۱۲ دسامبر ۲۰۲۰        | فیلم بلند انیمیشن اروپایی | رمی شایه                  | نامزدشده              | [ ۴ ]                 |